# Diagnoza zbrodni
Diagnoza zbrodni (ang. Final Analysis) – amerykański film sensacyjny z 1992 roku w reżyserii Phila Joanou. Wyprodukowana przez Warner Bros.

## Opis fabuły
Psychiatra Isaac Barr (Richard Gere) nawiązuje romans z Heather (Kim Basinger), siostrą swojej pacjentki (Uma Thurman). Kochanka jest żoną mafiosa. Gdy mężczyzna zostaje zabity, podejrzenia padają na Heather, Isaac ratuje ją przed więzieniem. Wkrótce jednak zaczyna wątpić w jej niewinność.

## Obsada
- Richard Gere jako doktor Isaac Barr
- Kim Basinger jako Heather Evans
- Uma Thurman jako Diana Baylor
- Eric Roberts jako Jimmy Evans
- Paul Guilfoyle jako Mike O'Brien
- Keith David jako detektyw Huggins
- Robert Harper jako Alan Lowenthal
- Agustin Rodriguez jako Pepe Carrero
- Rita Zohar jako doktor Grusin

i inni